# 스즈융 (1980년)
스즈융(중국어: 石智勇, 병음: Shí Zhìyǒng, 한자음: 석지용, 1980년 2월 10일~)은 중화인민공화국의 역도 선수이다. 2004년 하계 올림픽 남자 페더급에서 금메달을 획득했으며 세계 역도 선수권 대회에서 2회 우승을 차지했다.